# Токійський медичний університет
Токійський медичний університет (яп. 東京医科大学, Tōkyō Ika Daigaku) — приватний медичний університет у районі Сібуя в Токіо. Один з найстаріших медичних навчальних закладів у Японії, що був заснований у 1916 році.

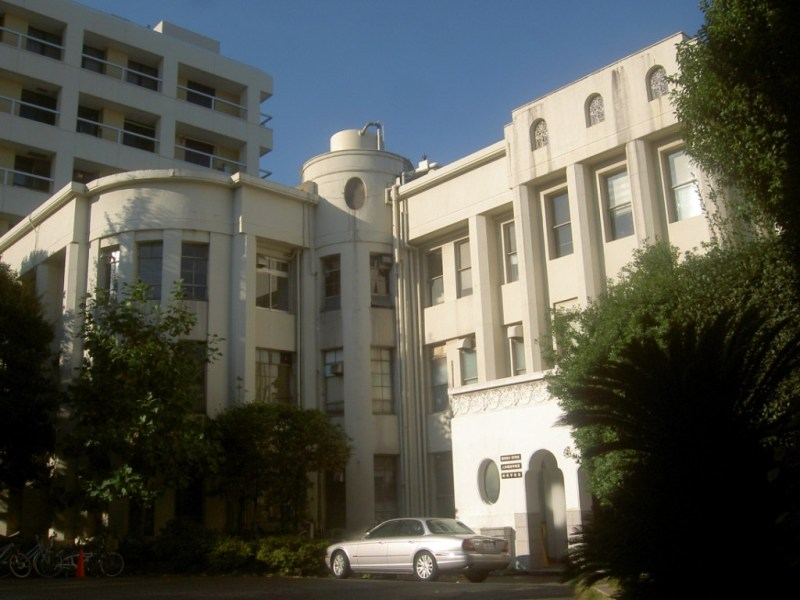
Токійський медичний університет

Відповідно до національної політики щодо медичної освіти, цей приватний університет має шестирічну навчальну програму медичної школи, яка пропонує «доклінічні» та «клінічні» дослідження для присвоєння ступеня бакалавра або вищої освіти, з якими студенти-медики отримують право на національне медичне ліцензування. екзамен. Університет також має аспірантуру ( дипломна школа або дайгакуін японською мовою), яка пропонує ступінь доктора філософії. ступенів.

## Історія
Заснований у 1916 році під назвою Tokyo Isen (яп. 東京医学専門学校), Токійський медичний університет є однією з найстаріших медичних шкіл періоду Тайсьо в Японії. У 1946 році заклад отримав статус університету.

### Маніпулювання тестовими балами
У серпні 2018 року Токійський медичний університет піддався нападкам через політику навмисного зниження балів вступних іспитів абітурієнток на 10-20%, щоб утримати кількість студенток нижче 30%.     Вважається, що ця політика діє з 2010 року, до цього було прийнято майже 40% студенток.  Газета Yomiuri Shimbun процитувала невідоме джерело в університеті, яке спробувало пояснити причину дискримінації, сказавши, що «багато студенток, які закінчують навчання, залишають фактичну медичну практику, щоб народжувати та виховувати дітей». 
Газета Huffington Post повідомила, що під час вступної співбесіди до університету інтерв’юери досліджували студенток щодо їхніх шлюбних планів і планів щодо виховання дітей. 
Після цієї новини високопоставлені медичні працівники, зокрема Кіоко Танебе та Руріко Цусіма, члени виконавчого комітету Японської об’єднаної асоціації жінок-медиків, а також міністр освіти Йосімаса Хаясі, засудили університет і практику, яка вважається поширеною в медицині. університети по всій Японії. 
Пізніше університет визнав, що результати іспитів були змінені, і вибачився, сказавши, що розглядатиме можливість прийому студентів, які інакше склали б іспити.  Внутрішнє розслідування виявило, що ця практика існує з 2006 року, що бали чоловіків-претендентів також були знижені щонайменше чотири рази, а бали студентів, які зробили пожертвування школі, підвищувалися 19 разів. 
У січні 2019 року міністерство освіти оголосило, що через скандал не буде надавати фінансові субсидії Токійському медичному університету на поточний або наступний фінансовий рік. 

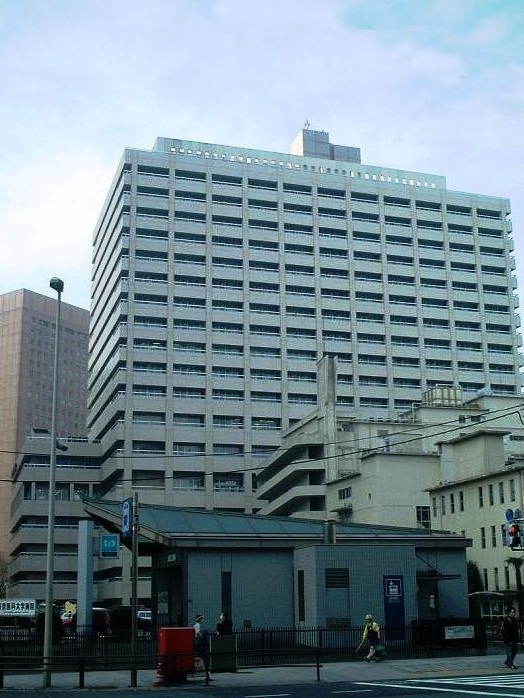
Лікарня Токійського медичного університету (2005)

Навчальні лікарні третинного рівня, пов’язані з університетом, включають лікарню Токійського медичного університету. Заснована в 1931 році, ця лікарня на 1091 ліжко-місце з майже 1800 медичними працівниками розташована в Ніші Сіндзюку, новому центрі Токіо.
Там знімали сцени фільму 2003 року «Втрачені перекладом» .  У 2019 році ця будівля була замінена на нову.

## Співпраця з Всесвітньою організацією охорони здоров'я
Всесвітня організація охорони здоров’я (ВООЗ) разом з кафедрою профілактичної медицини та громадського здоров’я Токійського медичного університету співпрацюють у вирішенні питань, пов'язаних із неінфекційними захворюваннями та психічним здоров'ям. Створений у 1991 році «Співпрацюючий центр ВООЗ зі зміцнення здоров'я через дослідження та навчання в галузі спортивної медицини» займається розвитком здорових спільнот та населення.

## Зовнішні посилання
- (яп.) Tokyo Medical University
- (яп.) Tokyo Medical University Hospital
- (англ.) Tokyo Medical University Hospital

Шаблон:Kantoh Collegiate American Football Association navbox35°41′37.1″ пн. ш. 139°42′44.1″ сх. д. / 35.693639° пн. ш. 139.712250° сх. д.